# Доналдсон, Клейтон
Кле́йтон Э́ндрю До́налдсон (англ. Clayton Andrew Donaldson; 7 февраля 1984, Брэдфорд, Англия) — ямайский футболист, нападающий клуба «Гейнсборо Тринити». Выступал за сборную Ямайки.

## Клубная карьера

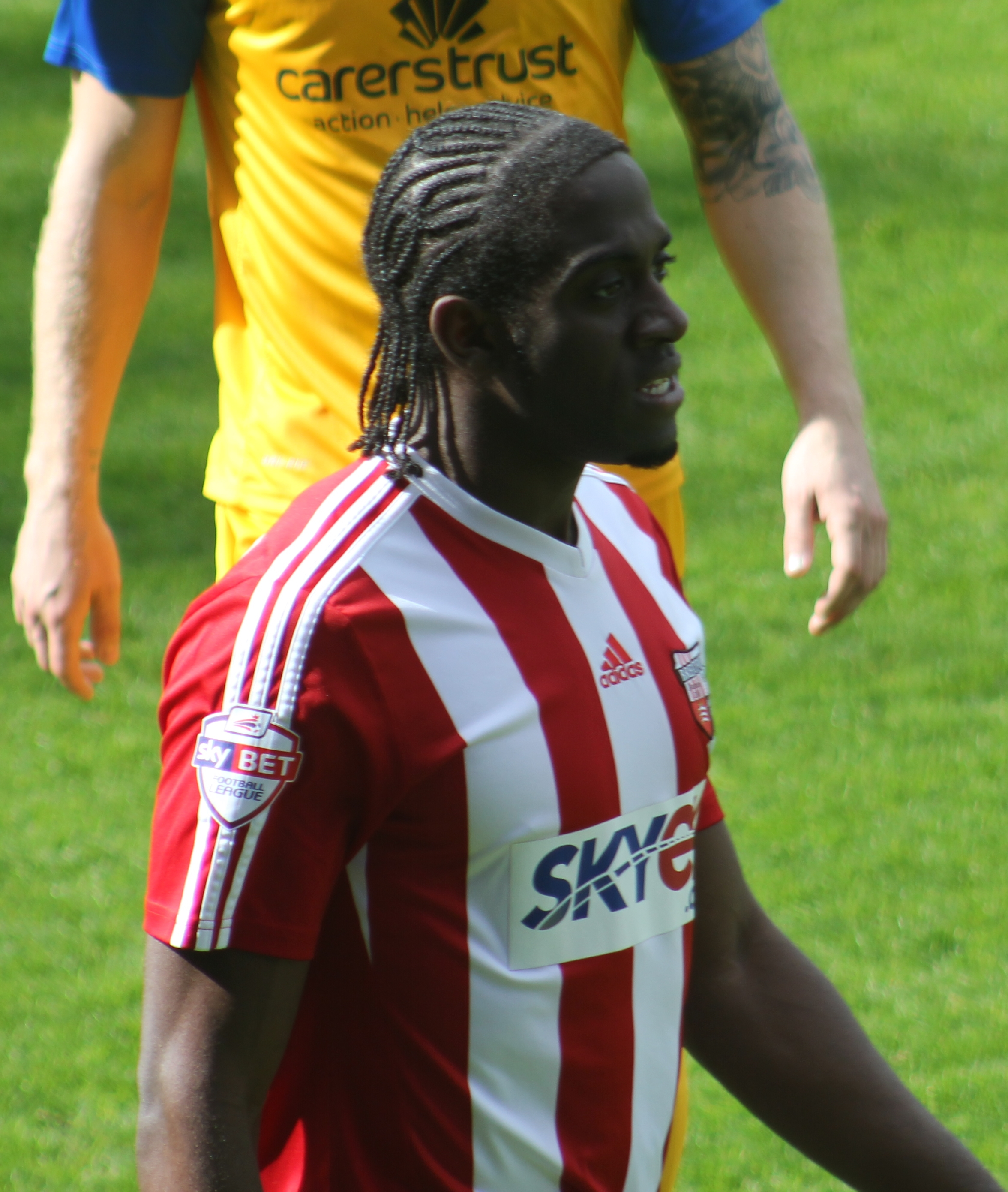
Доналдсон в составе клуба «Брентфорд»

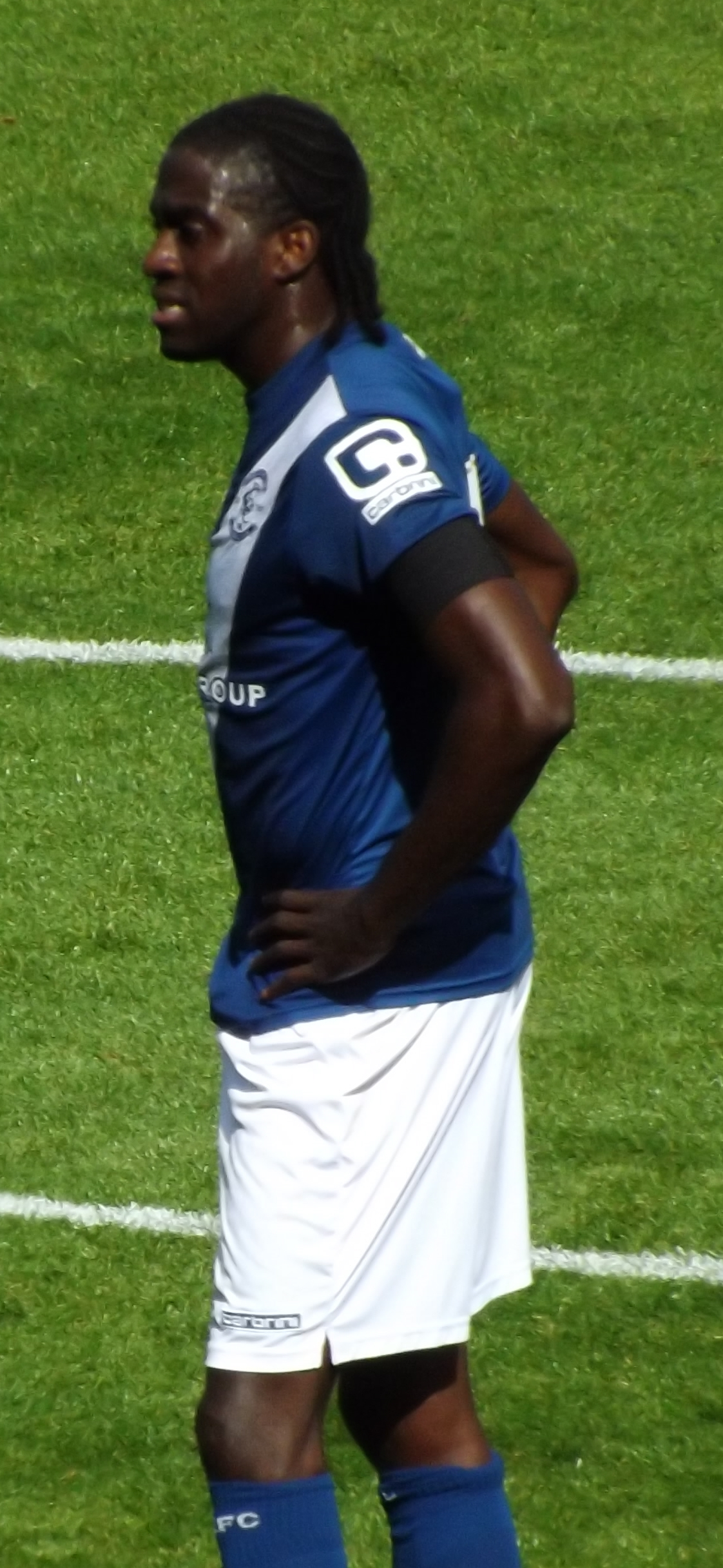
Доналдсон в составе «Бирмингем Сити»

Доналдсон — воспитанник клубов «Брэдфорд Сити» и «Халл Сити». 22 октября 2002 года в матче Кубка Лиги против «Порт Вейла» он дебютировал в составе последнего. Из-за высокой конкуренции Клейтон на протяжении действия контракт на правах аренды выступал за команды «Скарборо», «Галифакс Таун» и дважды «Харрогейт Таун». В 2005 году после окончания контракт с «Халлом» Доналдсон присоединился к «Йорк Сити». В августе в матче против «Кроли Таун» он дебютировал за новый клуб. Через месяц в поединке против «Кембридж Юнайтед» Клейтон забил свой первый гол за «Йорк Сити». По итогам сезона он был признан лучшим футболистом команды. За два сезона в клубе Доналдсон забивал почти в каждом втором матче. Такая результативность привлекла внимание более команд из высшего дивизиона и в 200 году он подписал контракт с шотландским «Хибернианом». В августе в эдинбургском дерби против «Харт оф Мидлотиан» Клейтон дебютировал в шотландской Премьер-лиге. 15 сентября в поединке против «Фалкирка» он забил свой первый гол за «Хиберниан», реализовав пенальти. 29 сентября в матче против «Килмарнока» Доналдсон сделал хет-трик.
После окончания сезона Клейтон вернулся в Англию, подписав соглашение с «Кру Александра». 23 августа в матче против «Уолсолла» он дебютировал за новую команду. 1 ноября в поединке против «Хаддерсфилд Таун» Доналдсон сделал «дубль», забив свои первые голы за «Кру Александра». 5 марта 2011 года в матче против «Бертон Альбион» он сделал хет-трик. По итогам сезона с 28 мячами Доналдсон стал лучшим бомбардиром второй английской лиги.
Летом 2011 года Клейтон заключил трёхлетний контракт с клубом «Брентфорд». 6 августа в матче против «Йовил Таун» он дебютировал за новую команду. 16 августа в поединке против «Эксетер Сити» Доналдсон забил свой первый гол за Брентфорд. В 2013 году Клейтон забил 20 мячей и был выбран Игроком Года в команде. В 2014 году контракт Доналдсона закончился и он присоединился к «Бирмингем Сити» на правах свободного агента. 9 августа в матче против «Мидлсбро» Клейтон дебютировал за новый клуб. 10 января 2015 года в поединке против «Уиган Атлетик» он сделал хет-трик.
Летом 2017 года его контракт истёк и Клейтон подписал соглашение сроком на 1 год с «Шеффилд Юнайтед». 9 сентября в матче против «Сандерленда» он дебютировал за новую команду. В этом же поединке Доналдсон сделал «дубль», забив свои первые голы за «Шеффилд Юнайтед».

## Международная карьера
В 2015 году Доналдсон выразил желание выступать за Ямайку, родину его родителей. В том же году он был включён в предварительную заявку на участие в Кубке Америки и Золотом кубке КОНКАКАФ, но не успел получить паспорт и не смог принять участия в турнирах. 14 ноября в отборочном матче чемпионата мира 2018 против сборной Панамы Клейтон дебютировал за сборную Ямайки, заменив во втором тайме Даррена Мэттокса. 18 ноября в поединке против сборной Гаити он забил свой первый гол за национальную команду.
Летом 2016 года Доналдсон принял участие в Кубке Америки в США. На турнире он сыграл в матчах против сборных Мексики, Венесуэлы и Уругвая.

### Голы за сборную Ямайки
| #  | Дата           | Место                              | Противник | Счёт | Результат | Соревнование                     |
| -- | -------------- | ---------------------------------- | --------- | ---- | --------- | -------------------------------- |
| 1. | 18 ноября 2015 | Сильвио Катор, Порт-о-Пренс, Гаити | Гаити     | 0:1  | 0:1       | Чемпионат мира 2018 кваоификация |
| 2. | 27 мая 2016    | Саусалито, Винья-дель-Мар, Чили    | Чили      | 0:1  | 1:2       | Товарищеский матч                |